# 普鲁士明斯特体育俱乐部
普斯辛蒙斯達體育會（德語：SC Preußen Münster）是一家位于德国北威州明斯特的足球俱乐部，始建于1906年，1921年改为现名。俱乐部是德甲联赛的创始成员之一，但是早已沦落到了低级联赛。俱乐部是唯一一个只在德甲踢了一年的德甲创始成员。